# Pinchote
Pinchote est une municipalité située dans le département de Santander en Colombie.

## Personnalités liées à la municipalité
- Antonia Santos (1782-1819) : héroïne de la guerre d'indépendance de la Colombie, née à Pinchote.